# Williston (Vermont)
Williston – miasto w Stanach Zjednoczonych, w stanie Vermont, w hrabstwie Chittenden.